# Xe tăng hạng trung M1922
M1922 là một phiên bản xe tăng hạng trung do Hoa Kỳ sản xuất trong Giai đoạn giữa hai cuộc chiến tranh thế giới. Phương tiện này thực chất là biến thể của xe tăng M1921 với một số cải tiến của xe tăng hạng trung Mark D.

## Sử dụng
Có 11 xe được sản xuất với mục đích thử nghiệm.
Hệ thống đường sá và cầu ở Hoa Kỳ chỉ có mức chịu tải là 16 tấn, không phù hợp với Xe tăng M1922 nên quân đội Hoa Kỳ đã từ chối tiếp nhận loại xe tăng này.